# Municipio de South Fork (condado de Wayne)
El municipio de South Fork (en inglés: South Fork Township) es un municipio ubicado en el condado de Wayne en el estado estadounidense de Iowa. En el año 2010 tenía una población de 310 habitantes y una densidad poblacional de 3,31 personas por km².

## Geografía
El municipio de South Fork se encuentra ubicado en las coordenadas 40°46′17″N 93°9′9″O / 40.77139, -93.15250. Según la Oficina del Censo de los Estados Unidos, el municipio tiene una superficie total de 93.73 km², de la cual 93,68 km² corresponden a tierra firme y (0,05 %) 0,05 km² es agua.

## Demografía
Según el censo de 2010, había 310 personas residiendo en el municipio de South Fork. La densidad de población era de 3,31 hab./km². De los 310 habitantes, el municipio de South Fork estaba compuesto por el 93,23 % blancos, el 0,97 % eran asiáticos, el 4,19 % eran de otras razas y el 1,61 % eran de una mezcla de razas. Del total de la población el 6,45 % eran hispanos o latinos de cualquier raza.